# Heather Burns

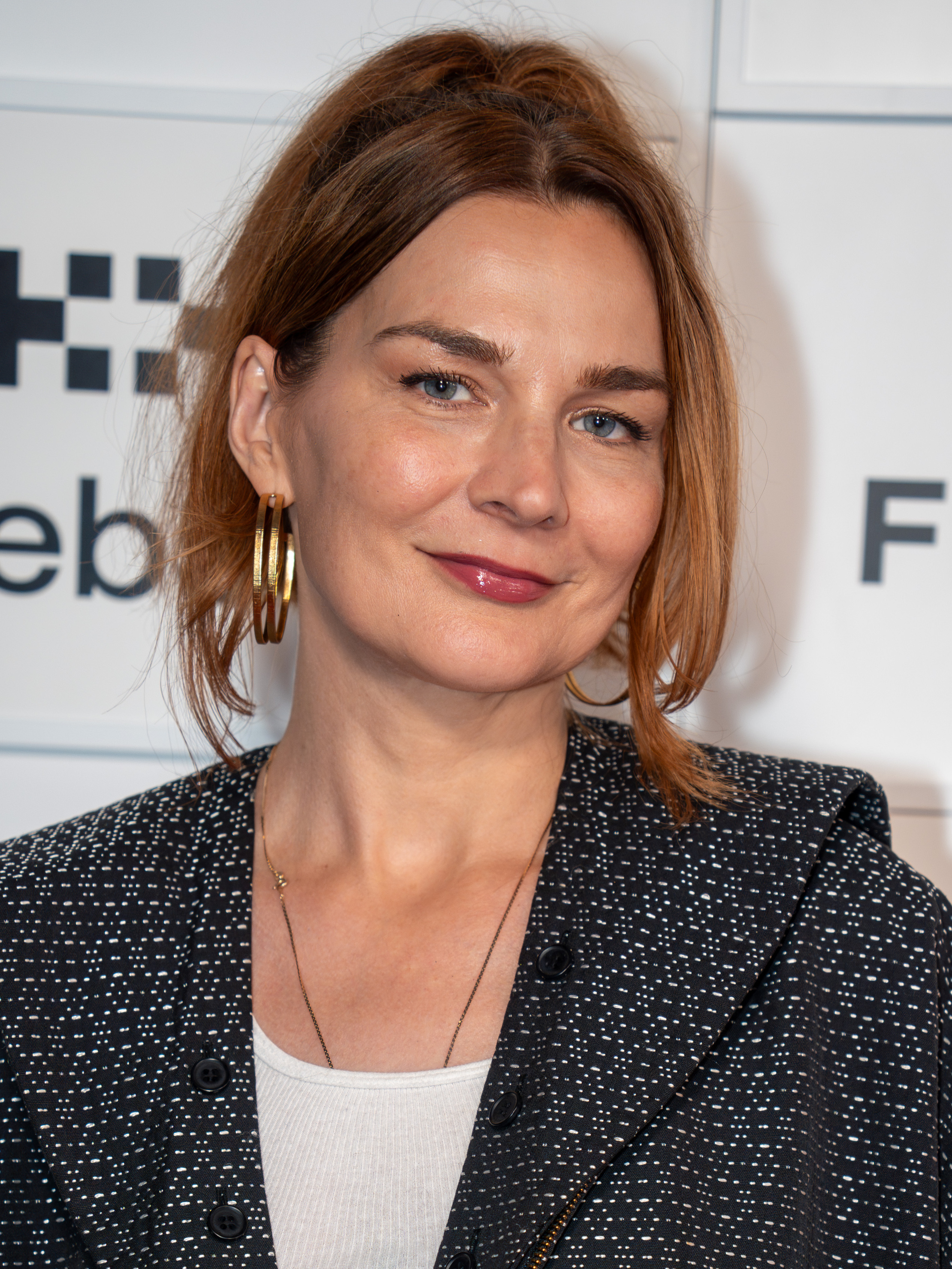
Heather Burns (2025)

Heather Burns (* 7. April 1975 in Chicago, Illinois) ist eine US-amerikanische Schauspielerin.

## Leben
Heather Burns wurde als Tochter eines Chicagoer Juristen geboren und erwog nach ihrem Schulabschluss, eine ähnliche berufliche Richtung einzuschlagen. Sie war Mitglied der Gruppe The Second City und hatte 1998 ihre erste kleine Filmrolle in 99 Threadwaxin. Seither werden oft größere Nebenrollen in Kinokomödien mit ihr besetzt, wie etwa in e-m@il für Dich (1998) oder Ein Chef zum Verlieben (2002), doch hat sie auch Engagements in Fernsehserien wie Law & Order gehabt.
Am bekanntesten mag ihre Rolle der Miss Rhode Island bzw. später Miss America im Film Miss Undercover sein, für den sie im Jahr 2000 gemeinsam mit Sandra Bullock vor der Kamera stand. Der hier und auch später immer wieder von ihr verkörperte Charakter ist eine dümmlich-naive jedoch liebenswerte junge Frau, die oftmals unter Selbstzweifeln und Minderwertigkeitskomplexen leidet. Sie spielte die gleiche Rolle auch fünf Jahre später in der Fortsetzung Miss Undercover 2 – Fabelhaft und bewaffnet.
Heather Burns ist mit Ajay Naidu verheiratet, den sie seit ihrer Zeit an der High School kennt.

## Filmografie

### Filme
- 1998: 99 Threadwaxing
- 1998: Number One
- 1998: e-m@il für Dich (You’ve Got Mail)
- 2000: You Are Here
- 2000: Miss Undercover (Miss Congeniality)
- 2002: Ein Chef zum Verlieben (Two Weeks Notice)
- 2005: Perception
- 2005: Miss Undercover 2 – Fabelhaft und bewaffnet (Miss Congeniality 2: Armed and Fabulous)
- 2005: Verliebt in eine Hexe (Bewitched)
- 2005: Brooklyn Lobster
- 2006: Kill the Poor
- 2006: The Groomsmen
- 2007: Liebe lieber ungewöhnlich – Eine Beziehung mit Hindernissen (Watching the Detectives)
- 2008: Choke – Der Simulant (Choke)
- 2011: Der perfekte Ex (What’s Your Number?)
- 2016: Manchester by the Sea
- 2025: The Best You Can

### Serien
- 1998: Law & Order (1 Folge)
- 1999: Nearly Yours
- 2000: The Beat (2 Folgen)
- 2000–2001: The $treet – Wer bietet mehr? (The $treet, 5 Folgen)
- 2006: Criminal Intent – Verbrechen im Visier (Law & Order: Criminal Intent, 1 Folge)
- 2006: Twenty Good Years (13 Folgen)
- 2008: Puppy Love
- 2009: The Unusuals (3 Folgen)
- 2009–2011: Bored to Death (22 Folgen)
- 2013: Save Me
- 2013: Elementary (1 Folge)
- 2014: Blue Bloods – Crime Scene New York (Blue Bloods, 1 Folge)
- 2017–2020: Blindspot (5 Folgen)
- 2018: Sneaky Pete (3 Folgen)
- 2021: The Good Fight (Episode 5x02)